# Петрлик, Йиндржих
Йиндржих Петрлик (родился 19 ноября 1961 года в Теплице ) — чешский учёный и эколог. Он является соучредителем и членом правления чешской общественной организации «Arnika», руководителем ее программы по токсичности и отходам.

## Жизнь
Петрлик родился 19 ноября 1961 года в Теплице, Чехословакия. Он вырос в Билине. Изучал физическую географию на факультете естественных наук Масариковского университета в Брно.

## Активность в организациях гражданского общества
В 1979 году он основал гражданское общество под названием Team Bořena - неформальную ассоциацию студентов, занимающуюся археологией, историей и защитой окружающей среды . В сентябре 1989 года он вместе с группой других активистов в Праге основал «Дети Земли » как независимую гражданскую инициативу по защите окружающей среды. 29 сентября 2001 года вместе с пятью другими бывшими членами «Детей Земли» он заложил основы новой НПО «Arnika».
Он возглавлял «Дети Земе» в 1993–2001 годах и «Arnika» в 2004–2007 и 2011–2018 годах.

## Профессиональная карьера

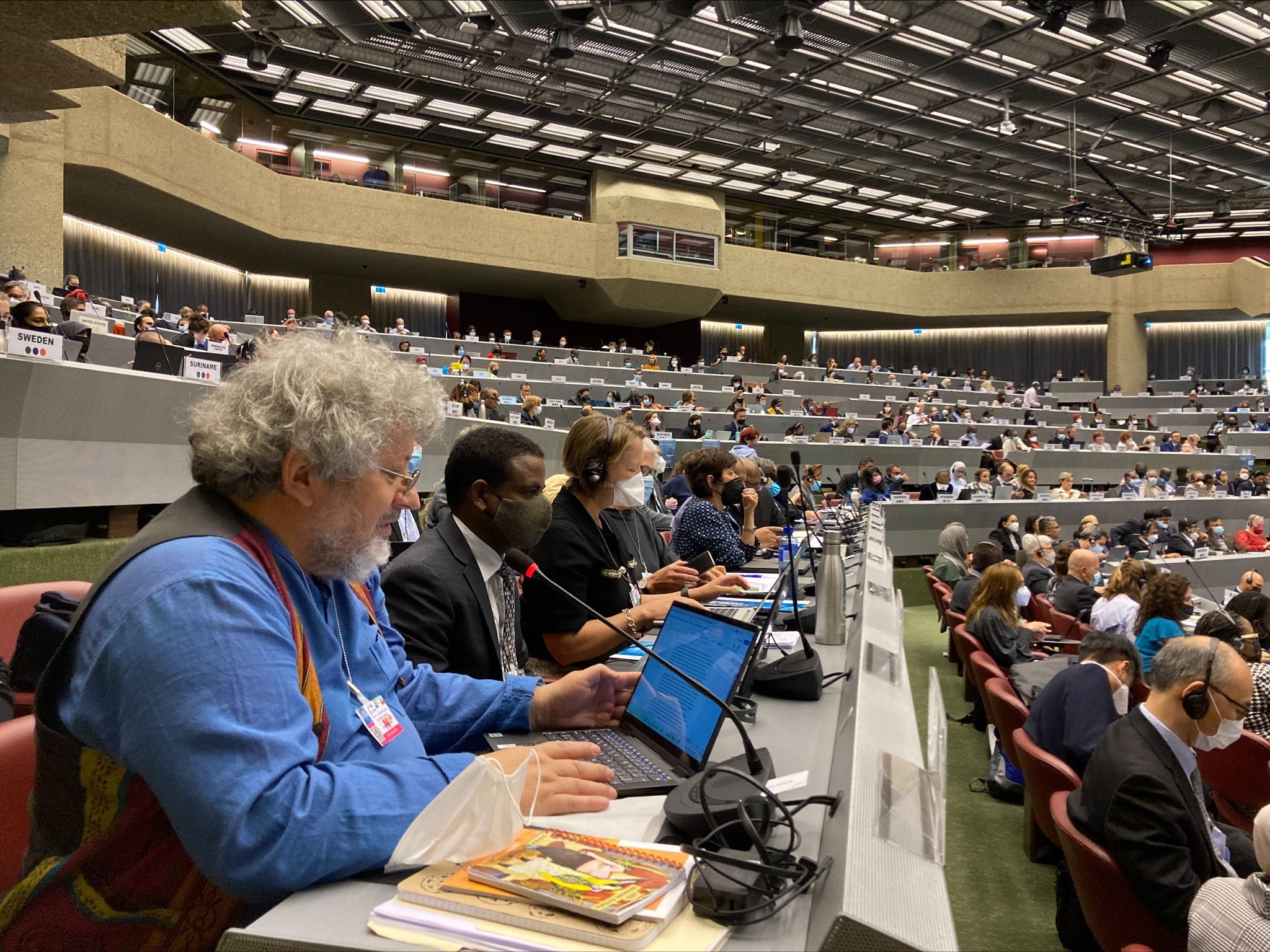
Йиндржих Петрлик представляет взгляды IPEN касательно СОЗ отходов на Конференции Сторон Стокгольмской конвенции в 2022 году

Прежде чем заняться некоммерческим сектором, он работал ученым, государственным служащим и журналистом. В 2004 году он стал директором программы «Arnika – токсичность и отходы».
В организации «Arnika» и сети IPEN он сосредоточил свое внимание на мониторинге диоксинов и других стойких органических загрязнителей, а также на оценке загрязнения окружающей среды этими веществами в подвергающихся воздействию местах. Он также отслеживал бромированные антипирены и диоксины в игрушках и других потребительских товарах.

### Международная деятельность
С 2001 года он возглавляет рабочую группу IPEN по диоксину, ПХБ и отходам  В 2005 году он начал представлять IPEN в экспертной группе Стокгольмской конвенции по оценке наилучших доступных технологий (BAT/BEP Expert Group) , а с 2015 года также в «Малой межсессионной рабочей группе» по вопросу отходов, содержащих стойкие органические вещества Базельской конвенции. Он также участвовал в подготовке документов по наилучшим доступным технологиям для Минаматской конвенции (по ртути ).

## Внешние ссылки
- Йиндржих Петрлик Researchgate
- Йиндржих Петрлик в базе данных Чешской национальной библиотеки.